# Auguste-Michel Le Tellier de Louvois
Auguste-Michel Le Tellier de Louvois marquis de Souvré, né le 3 décembre 1783 à Paris et décédé le 3 avril 1844 à Paris, est un homme politique français.

## Biographie
Issu de la famille Le Tellier de Louvois, il est l'unique enfant de Louis Sophie Le Tellier, marquis de Souvré, puis de Louvois (1740-1785), brigadier des armées du Roi, lieutenant-général au gouvernement de Navarre et de Béarn, et de sa troisième épouse, Henriette Victoire de Bombelles (1750-1822). Il est le petit-fils de François Louis Le Tellier, marquis de Louvois et de Souvré, et celui d'Henri François de Bombelles, le neveu de Marc Marie de Bombelles.
Il émigre avec sa mère sous la Terreur et ses biens en France sont placés sous séquestre mais ne sont pas vendus. En 1794, il séjourne à Ratisbonne avec sa mère et le frère de celle-ci, Marc Marie de Bombelles, marquis de Bombelles. En février 1795, la sœur de sa mère, Mme de Travanet, restée en France, obtient sa radiation de la liste des émigrés. Le 8 octobre 1795, il a à peine 12 ans quand sa mère le remet à Bâle à son tuteur français et homme d'affaires, M. Fournerat, qui le ramène à Ancy le Franc . Là, il parvient, avec l'appui de la population locale, à reprendre possession de son château d'Ancy le Franc, laissé à l'abandon et vidé de son contenu durant le séquestre, avec son domaine de neuf mille hectares. 
En 1801, il est rejoint par sa mère, qui est, à son tour, radiée de la liste des émigrés.
Il achève de faire redessiner à l'anglaise la partie à la Française du parc d'Ancy le Franc, laissé longtemps à l'abandon.
Napoléon le fait chambellan et comte de l'Empire le 20 avril 1811, mais il manifeste peu d'assiduité à la cour impériale.
En 1814, il se rallie à la Restauration, est nommé sous-lieutenant aux gardes du corps de la maison militaire du Roi et accompagne Louis XVIII dans son exil à Gand pendant les Cent-Jours.
A la seconde Restauration, il est fait pair de France le 17 août 1815, puis marquis-pair héréditaire, par lettres patentes du 25 février 1819. A la chambre des pairs, il vote la mort du maréchal Ney.
Après la Révolution de 1830, il continue à siéger à la chambre des pairs jusqu'à sa mort.

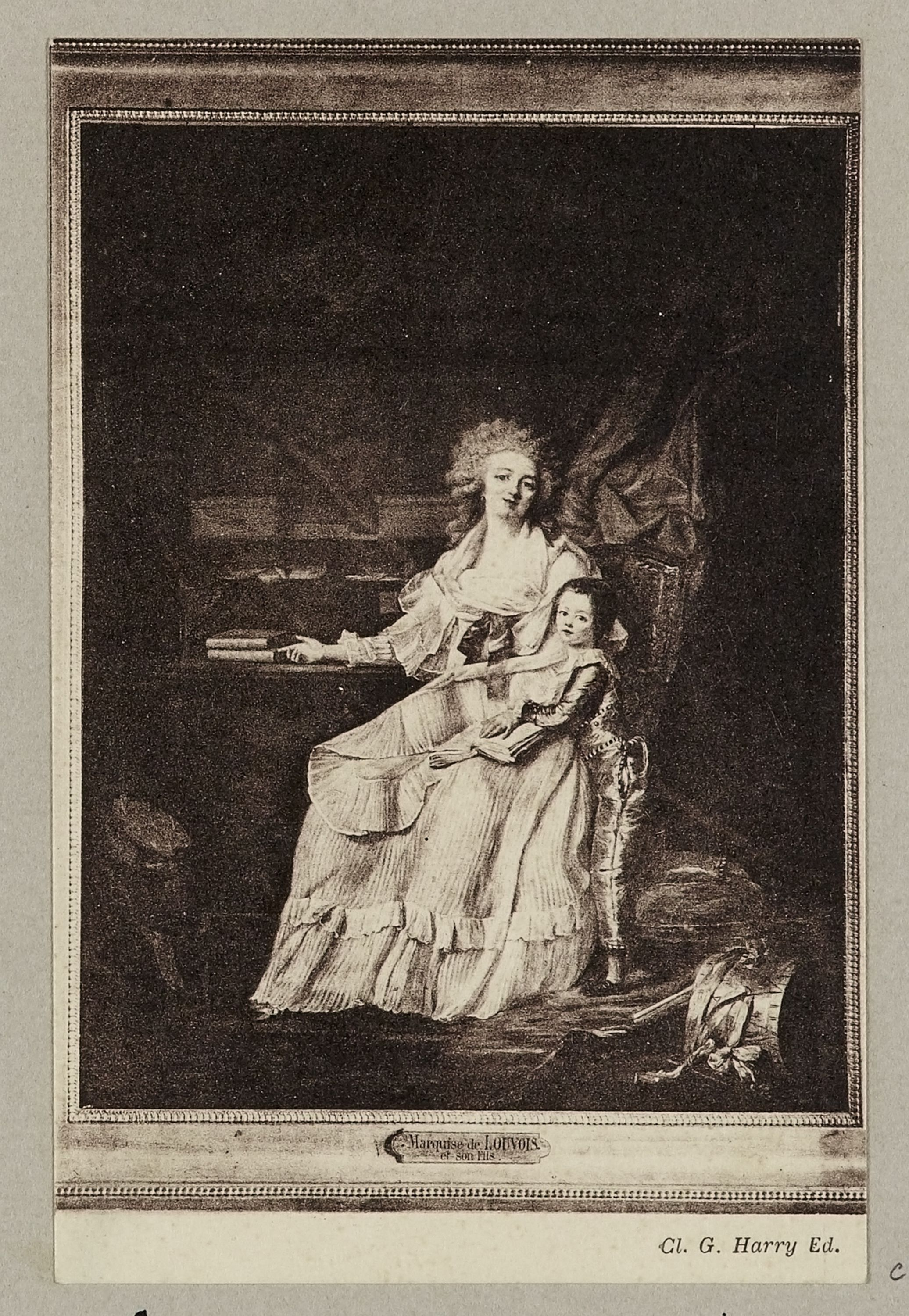
Henriette Victoire de Bombelles et son fils, Auguste Michel Le Tellier de Louvois. Peint en 1788 par Louis Landry.

Nommé en 1813 maire d'Ancy-le-Franc, il y exploite des hauts fourneaux, alimentés par les bois de son domaine, obtenant en 1823 une médaille d'argent à l'exposition des produits de l'industrie.
Il est aussi propriétaire de la forêt (1200 hectares) et du château de Maulnes, à Cruzy le Châtel, où, après sa mère, il exploite une verrerie créée en 1775 dans les dépendances. En succédant à sa mère, il développe l'activité de la verrerie, qui reste limitée par la ressource disponible en bois. Il finit par vendre le château de Maulnes, original édifice bâti au XVIe siècle sur un plan pentagonal, alors utilisé comme logement par les employés de la verrerie, et une partie de la forêt en 1834. Le reste de cette forêt est vendu en 1840.
En 1826, il est nommé membre du Conseil général des Manufactures.
En 1828, il est l'un des fondateurs du Comité des Forges, précurseur du Comité des forges recréé en 1864.
Elu conseiller général du canton d'Ancy le Franc, il préside le conseil-général de l'Yonne en 1818, 1831 et de 1834 à 1842. La fin de sa vie est consacrée aux démarches, couronnées par le succès, tendant à obtenir que le tracé de la future ligne de chemin de fer Paris Lyon suive les rives de l'Yonne et de l'Armançon.
Mort à seulement soixante ans, le 3 avril 1844, il ne verra pas le commencement des travaux pour cette ligne de chemin de fer.

### Distinctions
- commandeur de la Légion d'honneur (1837)

### Mariage
Il épouse à Ancy le Franc le 7 août 1804 (19 thermidor an XII) Athénaïs Euphrosine Louise Philippine Grimaldi de Monaco (Paris, 22 juin 1786 - château de Fontaine-Française, 11 septembre 1860), fille de Joseph Marie Jérôme Honoré Grimaldi, prince de Monaco, et de sa première épouse, Marie-Thérèse de Choiseul. Elle est la petite-fille du prince souverain de Monaco, Honoré III et celle de Jacques-Philippe de Choiseul, duc de Stainville, maréchal de France, la nièce d'Etienne François de Choiseul, principal ministre du Roi Louis XV.
Tous deux restent sans enfant et adoptent, par arrêt de la Cour royale de Paris, le 31 décembre 1841, Adolphe de La Salle, puis de La Salle de Louvois, magistrat, leur parent par les Bombelles. Adolphe de La Salle de Louvois vend en 1845 à Aimé de Clermont-Tonnerre, marquis et plus tard 6e duc de Clermont Tonnerre, le château d'Ancy le Franc, tout en conservant la plus grande partie du domaine, sur laquelle il se fait construire une propriété. Il succède à son père adoptif comme maire d'Ancy le Franc et conseiller-général du canton d'Ancy le Franc.

### Source
- « Auguste-Michel Le Tellier de Louvois », dans Adolphe Robert et Gaston Cougny, Dictionnaire des parlementaires français, Edgar Bourloton, 1889-1891 [détail de l’édition]